# Griepprik

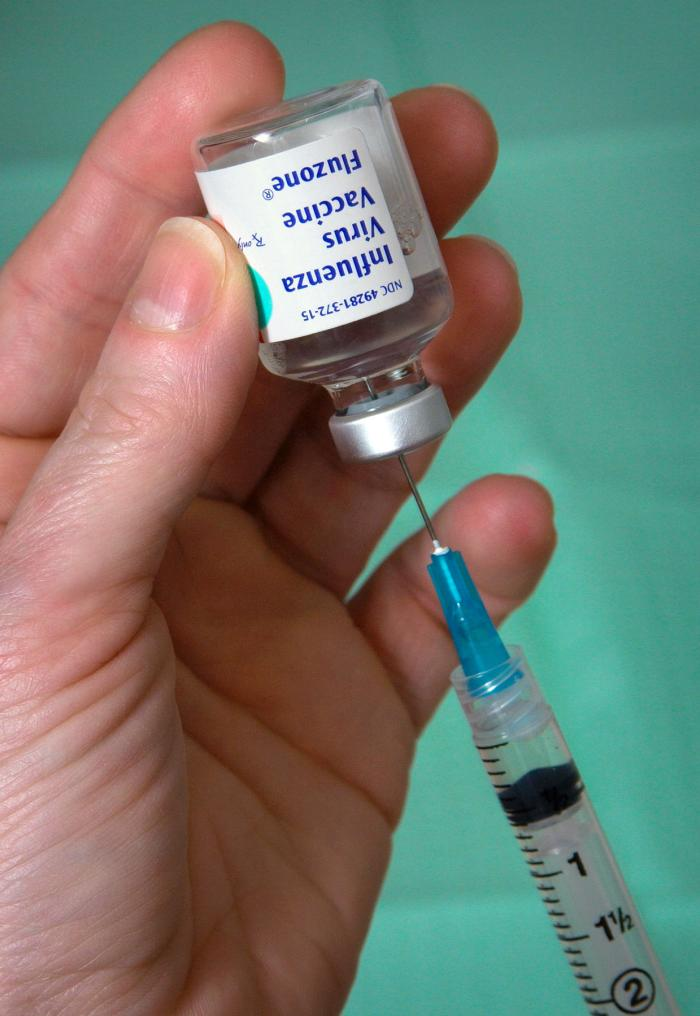
Vaccin

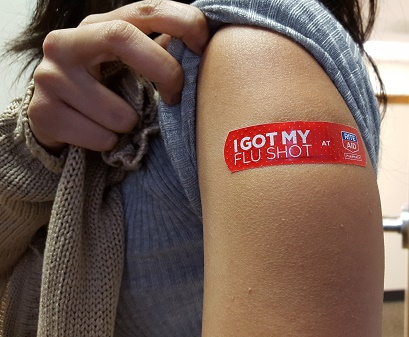
Griepprik

Een griepprik is een vaccinatie, met daarin een cocktail van griepvirussen, die voor het komende griepseizoen worden verwacht. De injectie moet de gevaccineerde daarmee resistent maken tegen de meeste griepvirussen, maar geeft geen garantie dat er geen griepbesmetting plaatsvindt omdat er veel verschillende griepvarianten zijn, die bovendien ook nog snel muteren. Door deze snelle mutaties is het griepvaccin bovendien niet langer dan een jaar geldig, waardoor groepsimmuniteit niet mogelijk is.
In Nederland wordt het griepvaccin gratis aangeboden aan risicopatiënten, waaronder 60+'ers, mensen met hart-, long-, leverproblemen, mensen met suikerziekte, en mensen zonder (goed werkende) milt. Daarnaast wordt het vaccin aanbevolen aan mensen die veel in aanraking komen met deze risicopatiënten (zoals zorgverleners) om zo te proberen besmetting van deze patiënten te voorkomen (maar zie ook de alinea over "effectiviteit" hieronder). Er zijn ook bedrijven die uit voorzorg hun personeel een griepprik aanbieden. De effectiviteit van de griepprik staat echter wel ter discussie.

## Samenstelling en werking
De samenstelling van de griepprik wordt ieder jaar bepaald door de Wereldgezondheidsorganisatie (WHO). Zij hebben over de hele wereld zogenaamde "uitkijkposten" die informatie verzamelen over actieve griepvirussen, zodat de WHO jaarlijks een effectieve griepprik kan samenstellen. In hoeverre het griepvaccin aansluit op de griepvirussen verschilt, vanwege de vele verschillende griepvarianten en de snelle mutaties daarvan, van jaar tot jaar, waarbij er eens in de zoveel tijd sprake is van een mismatch. Volgens verschillende onderzoeken schommelt de dekking van de griepprik rond de 40%.
Een griepvirus van een bepaald jaar is meestal een mutatie van een griepvirus van het jaar daarvoor. Dit wordt cyclische variatie genoemd. Hierdoor kan tot op zekere hoogte worden voorspeld welke varianten dit jaar actief zullen zijn. Van deze varianten worden de onschadelijk gemaakte virussen tot een vaccin ontwikkeld. Na het krijgen van het vaccin duurt het nog twee weken voordat immuniteit optreedt.
In Vlaanderen wordt vanwege de afnemende bescherming de griepprik bij ouderen en bij risicogroepen vaak tweemaal per jaar toegediend (in september zodra het vaccin beschikbaar is en in januari).

## Bijwerkingen
Mensen die een griepprik hebben gekregen, krijgen soms een pijnlijke rode plek waar de injectie heeft plaatsgevonden. Ook kan de plek dik worden. Dit verdwijnt meestal na een paar dagen vanzelf. Een enkeling wordt er ook ziek van (lichte vorm van griep).
Vroeger was men bezorgd dat mensen met een kippenei-allergie een allergische reactie zouden kunnen krijgen na vaccinatie voor influenza aangezien deze vaccins worden gemaakt op basis van kippeneieren. Anno 2017 werd een allergie voor eieren niet meer als probleem gezien om gevaccineerd te worden. Enkel mensen die ooit een allergische reactie kregen op het influenzavaccin zelf dienen voorzichtig te zijn en dit te bespreken met een allergoloog.
Griepvaccinatie leidt bij één op de miljoen gevaccineerden tot het syndroom van Guillain-Barré.

## Nationaal Programma Grieppreventie
Het Nederlandse Nationaal Programma Grieppreventie (NPG) heeft als doel om de eerder genoemde groep risicopatiënten een griepprik te geven. De huisarts selecteert uit zijn patiëntenbestand wie tot de doelgroep behoort, en deze personen krijgen dan een uitnodiging voor een gratis preventieve vaccinatie. Anderen kunnen hun huisarts verzoeken op eigen kosten een griepprik te krijgen, sommige verzekeringen zullen de kosten dan vergoeden.

## Effectiviteit
Voor gezonde mensen met voldoende weerstand is de kans op ernstige complicaties bij besmetting met het griepvirus dermate klein, dat het over het algemeen niet nuttig wordt gevonden deze groep tegen griep te vaccineren. Een metastudie uit 2012 waarvan de resultaten in het toonaangevende tijdschrift The Lancet werden gepubliceerd toont aan dat vaccinatie tegen de griep 67% van de tijd effectief is. Griepvaccinatie zou bovendien een bescherming bieden van 15 tot 45% tegen hartinfarcten. De Wereldgezondheidsorganisatie, de Centers for Disease Control and Prevention van de Verenigde Staten en het Europees Centrum voor ziektepreventie en -bestrijding, evenals tal van nationale gezondheidsdiensten, raden bijgevolg unaniem aan risicogroepen jaarlijks te vaccineren. Ongewenste neveneffecten blijken doorgaans mild en kortstondig te zijn en wegen niet op tegen de risico's en ernstige gezondheidsproblemen van de jaarlijkse griepepidemie.
In een Cochrane review van circa 50 studies naar de effectiviteit van verscheidene griepvaccins, met in totaal meer dan 70.000 proefpersonen, concludeerde de Cochrane Collaboration dat er geen bewijs is dat de griepprik voldoende effectief is. In het hoogst onwaarschijnlijke geval dat het vaccin voor 100% op het virus is afgestemd zouden minimaal 33 mensen gevaccineerd moeten worden om één geval van griep te voorkomen. In meer realistische omstandigheden (als het vaccin slechts gedeeltelijk op het virus is afgestemd) zou het gaan om één voorkomen griepgeval op ongeveer 100 gevaccineerden. De Cochrane-onderzoekers waarschuwen dat de uitslagen waarschijnlijk in positieve zin zijn vertekend doordat vijftien van de studies gefinancierd waren door de farmaceutische industrie en stellen bovendien dat er bewijs is voor wijdverspreide manipulatie van de onderzoeksresultaten. De bevindingen van de Cochrane review betreffende de effectiviteit van griepvaccins, een onderzoek dat werd geleid door de controversiële Tom Jefferson, worden niet gedeeld door het merendeel van de medische wereld en zijn voorstel om dubbelblind onderzoeken op te zetten wordt vrij algemeen als onethisch beschouwd.
Ook bestaan er twijfels over de effectiviteit van het griepvaccin bij ouderen en risicopatiënten. Dit komt vooral doordat bij deze groep niet met zekerheid vast te stellen is in hoeverre gezondheidsklachten of de dood zijn veroorzaakt door het griepvirus. Statistieken hierover zijn veelal gebaseerd op aannames. Met name bij ouderen en mensen met gezondheidsproblemen kunnen ook andere medische aandoeningen dan de griep een rol spelen. Bovendien is meestal niet direct te zien aan iemand of er sprake is van griep omdat griepachtige verschijnselen ook een andere oorzaak kunnen hebben dan griep, zoals bijvoorbeeld verkoudheid veroorzaakt door het rinovirus.
Het Geneesmiddelenbulletin stelde in 2011:
"Derhalve kan worden vastgesteld dat er geen valide bewijs is uit gerandomiseerd onderzoek of meta-analysen daarvan dat de jaarlijkse influenzavaccinatie bij ouderen en risicopatiënten werkzaam en effectief is"
Het RIVM raadt daarentegen aan, in overeenstemming met de meeste gezondheidsorganisaties wereldwijd, dat ouderen en bepaalde chronisch zieken zich jaarlijks tegen de griep te laten vaccineren en breidde de doelgroep, op advies van de gezondheidsraad die zich baseert op recente onderzoeken, nog uit.

## Kritiek
De meeste kritiek tegen de griepprik heeft irrationele gronden en past vaak binnen een meer algemene houding van vaccinatieweigering. Mogelijke redenen voor een weerstand tegen vaccinatie zijn van religieuze of pseudofilosofische aard, maar vele argumenten die worden aangehaald zijn wetenschappelijk niet onderbouwd en komen vaak uit de hoek van pseudowetenschap en complottheorieën, in het laatste geval meer bepaald de Big Pharma-complottheorie.
Een deel van de betrokken beroepsgroepen heeft aarzelingen over de griepprik. Een meerderheid van de zorgverleners vindt het in ieder geval niet nodig een griepprik te halen. Of dat met effectiviteit samenhangt is niet zeker. De virologen Ab Osterhaus en Roel Coutinho hebben wel nadrukkelijk hun twijfels over de effectiviteit van de griepprik geuit, in een uitzending van het televisieprogramma Zembla, waarin ook gewezen werd op de innige banden tussen de wetenschap en de farmaceutische industrie. Ook enkele huisartsen, zoals Joost Zaat en Hans van der Linde hebben zich kritisch uitgelaten over de griepprik. Laatstgenoemde en de Nederlandse Staat vochten hun conflict over de effectiviteit uit bij de rechtbank te Middelburg, een proces dat uitmondde in een verdict dat grotendeels negatief was voor Van der Linde.